# Coryphaenoides gypsochilus
Coryphaenoides gypsochilus is een straalvinnige vissensoort uit de familie van rattenstaarten (Macrouridae). De wetenschappelijke naam van de soort is voor het eerst geldig gepubliceerd in 2001 door Iwamoto & McCosker.